# Metrica italiana
La metrica italiana si occupa dello studio della struttura ritmica di un componimento poetico in lingua italiana.
La forma di una poesia ne determina il ritmo, che è una sua caratteristica fondamentale. Come nelle altre lingue romanze, anche in italiano la metrica si fonda sul numero e l'accentuazione delle sillabe e su rime e assonanze tra le parole, soprattutto se collocate nelle posizioni finali dei versi. Particolare rilievo, nella metrica italiana, assumono la lunghezza e il tipo dei suoi versi, ossia la specifica collocazione degli accenti tonici, e il modo con il quale i versi sono raggruppati, che definisce il tipo di strofe. Altri elementi di rilievo sono le figure metriche e le licenze poetiche.
L'analisi della metrica impiegata in un componimento poetico è detta partizione metrica.

## Versi
Un verso di una poesia è la sua unità ritmica principale, e corrisponde grosso modo ad una riga: la lunghezza del verso determina il ritmo, lento per versi lunghi, veloce per versi corti.
I versi si classificano per il numero delle sillabe di cui sono composti nella forma piana (cioè se l'ultima parola è piana -infatti, se tronca o sdrucciola il verso avrà rispettivamente una sillaba in meno o in più): nella lingua italiana si hanno undici tipi di versi, di cui sei parisillabi (2, 4, 6, 8, 10 o 12 sillabe) e cinque imparisillabi (3, 5, 7, 9 o 11 sillabe).
In ogni verso, il ritmo della lettura è dato dagli accenti più forti, che per questo vengono detti ritmici: il tipo di verso, più che dalla lunghezza in sillabe (che può anche variare: vedi i versi ipèrmetri e ipòmetri) è definito soprattutto dalla posizione degli accenti forti al suo interno.
- il bisillabo o binario o bisillabico, verso che ha un accento ritmico sulla prima sillaba;
- il trisillabo o ternario o trisillabico, verso che ha un accento ritmico sulla seconda sillaba;
- il quaternario o quadrisillabo, o quadrisillabico, verso con accenti sulla prima e sulla terza sillaba;
- il quinario o pentasillabo, verso in cui gli accenti ritmici cadono sulla prima o seconda sillaba e sulla quarta;
- il senario verso con gli accenti ritmici sulla seconda e sulla quinta (anfibrachico) o sulle sillabe dispari (trocaico);
- il settenario verso che ha il primo accento ritmico mobile, che può cadere su una qualsiasi delle prime quattro sillabe, mentre il secondo accento è fisso sulla sesta sillaba;
- l’ottonario verso con gli accenti sulla terza e sulla settima sillaba;
- il novenario o enneasillabo: da qui in poi sono necessari tre accenti ritmici anziché due soltanto, per l'accresciuta lunghezza dei versi: gli accenti ritmici del novenario cadono sulla seconda, quinta e ottava sillaba;
- il decasillabo verso con accenti sulla terza, sesta e nona;
- l’endecasillabo, con un accento obbligato sulla decima sillaba ed un altro accento obbligato sulla quarta e/o sulla sesta sillaba. Un endecasillabo senza un accento sulla quarta o sulla sesta sillaba è definito non canonico.

...

né più nel cór mi parlerà lo spírto (2ª, 4ª, 8ª, 10ª)

delle vérgini Múse e dell'amóre, (3ª, 6ª, 10ª)

único spírto a mia víta ramínga (1ª, 4ª, 7ª, 10ª)

...

(Ugo Foscolo, Dei Sepolcri)
- il dodecasillabo, quasi sempre usato come sinonimo di doppio senario

I versi parisillabi, come si può notare, hanno tutti gli accenti ritmici in posizioni fisse: per questo in genere si usano versi esclusivamente parisillabi solo nelle filastrocche o se si vuole un ritmo cantilenante e sempre uguale. I versi imparisillabi invece concedono molta più libertà, e quello che concede più libertà di tutti è l'endecasillabo, che è anche quello maggiormente usato.
Non mancano però esempi di versi molto più lunghi, come questo:

Alto è il muro che fiancheggia la mia strada, e la sua nudità rettilinea si prolunga nell'infinito.

(Ada Negri, Il muro, verso 1, 30 sillabe). Tuttavia, quasi sempre essi presentano cesure che permettono di dividerli in parti di al massimo 12 sillabe.

## Le strofe
- Distico: Il distico è una strofa formata da una coppia di versi.
- Terzina: Una terzina in poesia è una strofa composta da tre versi.
- Quartina: Una quartina è la poesia con la strofa composta da quattro versi.
- Sestina: La sestina è la poesia composta da sei versi nella strofa
- L’ottava: L'ottava è la poesia con la strofa di otto versi.

## Versi doppi
In particolare si dicono doppi i versi uguali, in coppia nella stessa riga, interrotti da una pausa o cesura. Essi sono:
- Doppio quinario;
- Doppio senario (o dodecasillabo);
- Doppio settenario (verso martelliano o alessandrino);

Su i càmpi di Maréngo / batte la lùna; fósco
tra la Bòrmida e il Tànaro / s'agita e mùgge un bòsco,
un bòsco d'alabàrde, / d'uòmini e di cavàlli,
che fùggon d'Alessàndria / da i màl tentati vàlli.

...
(Giosuè Carducci, Su i campi di Marengo)
- Doppio ottonario.

## Versi ipèrmetri e ipòmetri
Il verso ipèrmetro è eccedente di almeno una sillaba metrica rispetto alla misura regolare del verso, il verso ipòmetro ha almeno una sillaba metrica in meno rispetto alla misura regolare del verso. Per esempio, ha senso parlare di verso ipèrmetro quando in una struttura metrica codificata, come un sonetto, troviamo un verso con una sillaba in più, in cui l'ultimo accento cade sulla terzultima sillaba, anziché sulla penultima. Spesso un verso ipèrmetro e uno ipòmetro vengono usati di seguito, in modo da compensarsi a vicenda creando una variazione nel ritmo, con una figura metrica detta episinalefe. In genere le sillabe in più o in meno sono poste lontano dagli accenti ritmici, in posizioni molto deboli foneticamente, e si elidono o fondono nella pronuncia con altre.

## Versi tronchi, piani e sdruccioli
A seconda del tipo di parola che termina il verso si parla di verso tronco, piano o sdrucciolo: tronco se termina con una parola tronca (accento sull'ultima sillaba), piano se termina con una parola piana (accento sulla penultima sillaba), sdrucciolo se termina con una parola sdrucciola (accento sulla terzultima sillaba) Più l'accento è vicino alla fine del verso, tanto più il ritmo viene marcato.

## Odicina anacreontica
Vedi Carducci e le sue poesie come Pianto antico e San Martino.

## Metrica barbara
Si definiscono col termine di metrica barbara tutti quei versi scritti tentando di rappresentare con versi italiani (in metrica accentuativa) la metrica classica (che era invece quantitativa).